# Skate nos Jogos Olímpicos de Verão de 2020
As competições de skate nos Jogos Olímpicos de Verão de 2020 foram realizadas entre 25 de julho e 5 de agosto de 2021 no Parque Urbano de Esportes de Ariake, em Tóquio. Foi a estreia do esporte nos Jogos Olímpicos após ser aprovado entre as cinco novas modalidades adicionadas especificamente ao programa de Tóquio 2020 em agosto de 2016, após ter sido provisoriamente incluída aprovada para os Jogos de 2024, em Paris.
Quatro eventos foram realizados, sendo dois de cada gênero no street e no park. Os eventos tiveram seus percursos especialmente projetados para as Olimpíadas para levar em consideração a igualdade de gênero e estilo.

## Qualificação
Haviam 80 vagas disponíveis para o skate, sendo a alocação de vagas gerida pela World Skate. Cada evento contou com 20 skatistas qualificados, sendo três pelo Campeonato Mundial, 16 pelo ranking mundial e uma vaga para o Japão, por ser o país-sede. Um Comitê Olímpico Nacional (CON) poderia classificar no máximo três vagas em cada evento em um total máximo de 12 nos quatro eventos.

## Formato
O skate estava originalmente planejado para ocorrer dentro da região urbana de Aomi. Contudo, as competições foram transferidas para o Parque Urbano de Esportes de Ariake.
Os percursos foram baseados nos designs e experiências derivados de vários Campeonatos Mundiais e eventos qualificatórios, sendo consideravelmente maior do que um percurso típico de qualificação ou mundiais, mas ainda menor o suficiente para permitir que os skatistas tirassem proveito de todos os obstáculos. Todos os eventos consistiram em duas rodadas, preliminar (com a classificação de oito competidores) e final.

## Calendário
As competições de street abriram as disputas do skate em 25 e 26 de julho e o park finalizou o programa em 4 e 5 de agosto  de 2021.
| P | Preliminar | F | Final |

| DataEvento       | 25 jul | 25 jul | 26 jul | 26 jul | 27 jul | 28 jul | 29 jul | 30 jul | 31 jul | 1 ago | 2 ago | 3 ago | 4 ago | 4 ago | 5 ago | 5 ago |
| ---------------- | ------ | ------ | ------ | ------ | ------ | ------ | ------ | ------ | ------ | ----- | ----- | ----- | ----- | ----- | ----- | ----- |
| Street masculino | P      | F      |        |        |        |        |        |        |        |       |       |       |       |       |       |       |
| Street feminino  |        |        | P      | F      |        |        |        |        |        |       |       |       |       |       |       |       |
| Park masculino   |        |        |        |        |        |        |        |        |        |       |       |       |       |       | P     | F     |
| Park feminino    |        |        |        |        |        |        |        |        |        |       |       |       | P     | F     |       |       |

## Nações participantes
Ao todo, 25 CONs tiveram atletas qualificados em ao menos um evento. Entre parênteses encontra-se representada a quantidade de atletas.
- RSA África do Sul (3)
- GER Alemanha (2)
- AUS Austrália (5)
- AUT Áustria (1)
- BEL Bélgica (2)
- BRA Brasil (10)
- CAN Canadá (4)
- CHI Chile (1)
- CHN China (2)
- COL Colômbia (1)
- DEN Dinamarca (1)
- ESP Espanha (4)
- USA Estados Unidos (10)
- PHI Filipinas (1)
- FIN Finlândia (1)
- FRA França (5)
- GBR Grã-Bretanha (2)
- ITA Itália (3)
- JPN Japão (10)
- NED Países Baixos (2)
- PER Peru (1)
- POL Polônia (1)
- PUR Porto Rico (2)
- POR Portugal (1)
- SWE Suécia (1)

## Medalhistas
| Evento                    | Ouro                        | Prata                     | Bronze                          |
| ------------------------- | --------------------------- | ------------------------- | ------------------------------- |
| Park masculino detalhes   | Keegan Palmer AUS Austrália | Pedro Barros BRA Brasil   | Cory Juneau USA Estados Unidos  |
| Park feminino detalhes    | Sakura Yosozumi JPN Japão   | Kokona Hiraki JPN Japão   | Sky Brown GBR Grã-Bretanha      |
| Street masculino detalhes | Yuto Horigome JPN Japão     | Kelvin Hoefler BRA Brasil | Jagger Eaton USA Estados Unidos |
| Street feminino detalhes  | Momiji Nishiya JPN Japão    | Rayssa Leal BRA Brasil    | Funa Nakayama JPN Japão         |

## Quadro de medalhas
País sede destacado
| Ordem | País               | Medalha de ouro | Medalha de prata | Medalha de bronze |    | Ordem por total |
| ----- | ------------------ | --------------- | ---------------- | ----------------- | -- | --------------- |
| 1     | JPN Japão          | 3               | 1                | 1                 | 5  | 1               |
| 2     | AUS Austrália      | 1               |                  |                   | 1  | 4               |
| 3     | BRA Brasil         |                 | 3                |                   | 3  | 2               |
| 4     | USA Estados Unidos |                 |                  | 2                 | 2  | 3               |
| 5     | GBR Grã-Bretanha   |                 |                  | 1                 | 1  | 4               |
| TOTAL | TOTAL              | 4               | 4                | 4                 | 12 | —               |